# Hrabstwo Itawamba
Hrabstwo Itawamba (ang. Itawamba County) – hrabstwo w stanie Missisipi w Stanach Zjednoczonych. Obszar całkowity hrabstwa obejmuje powierzchnię 540,42 mil² (1399,68 km²). Według szacunków United States Census Bureau w roku 2009 miało 23000 mieszkańców.
Hrabstwo powstało w 1836 roku. 
Hrabstwo należy do nielicznych hrabstw w Stanach Zjednoczonych należących do tzw. dry county, czyli hrabstw gdzie decyzją lokalnych władz obowiązuje całkowita prohibicja.

## Miejscowości
- Fulton
- Mantachie
- Tremont[6].

| Populacja hrabstwa w poprzednich latach | Populacja hrabstwa w poprzednich latach |
| Rok                                     | Liczba ludności                         |
| --------------------------------------- | --------------------------------------- |
| 1980                                    | 20 484                                  |
| 1990                                    | 20 017                                  |
| 2000                                    | 22 770                                  |
| 2005                                    | 23 359                                  |